# 遷御
遷御（せんぎょ）
- 神霊や神社を他の所へ移すこと[1]。
  - 特に伊勢神宮において、新しい社殿に神体を移すこと。本項で詳述する。
- 天皇などが居所を移すこと[1]。遷幸とも称する[1]。

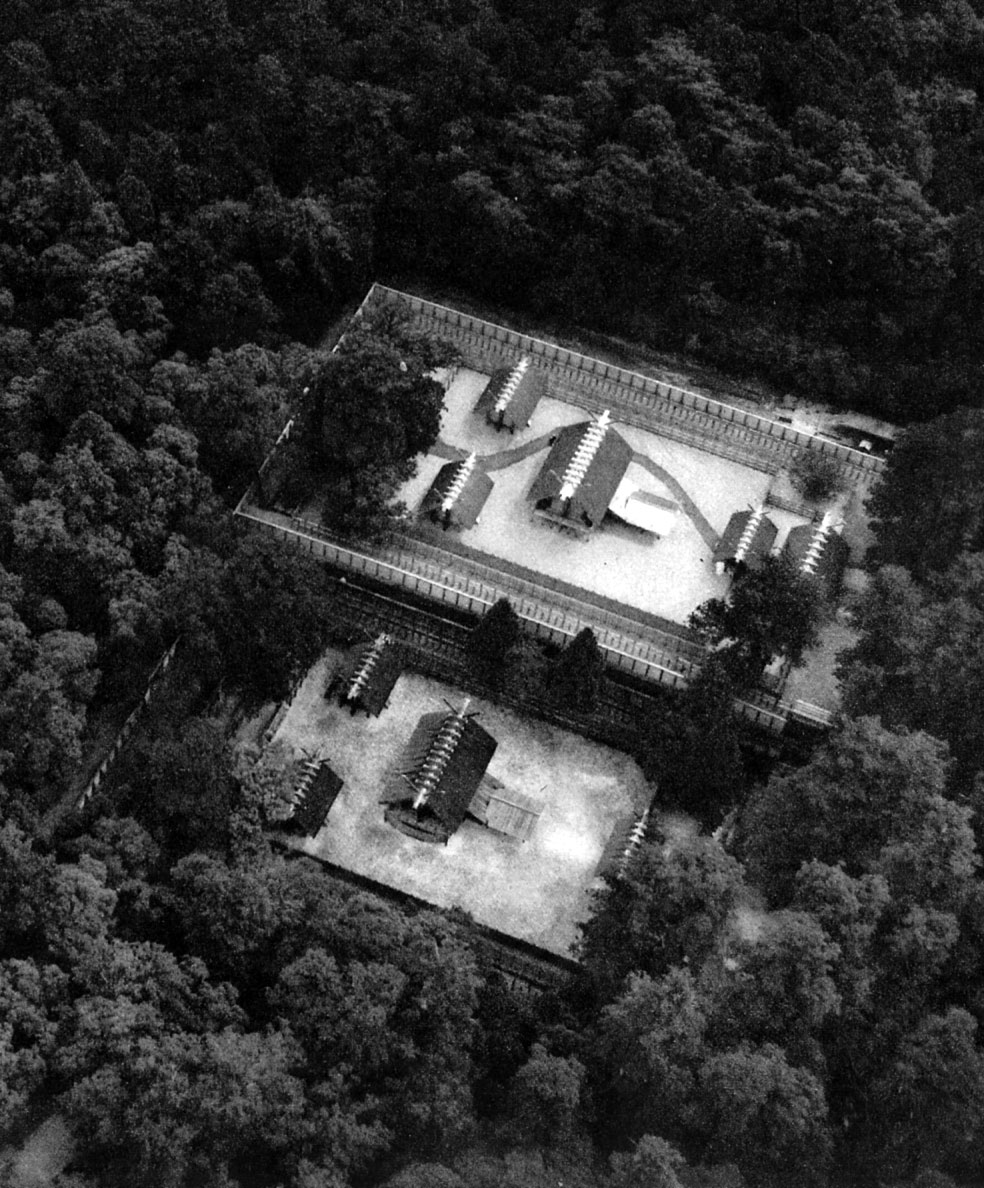
旧殿（画像下側）と新殿（画像上側）が並び建つ様子
第59回（1953年）内宮式年遷宮

遷御（せんぎょ）または遷御の儀（せんぎょのぎ）は、神宮式年遷宮を構成する祭事の1つ。旧殿から新殿へ神体を移し奉る神事であり、式年遷宮において最も重要な祭典である。俗に式年遷宮のクライマックスと称される。
伊勢神宮における祭儀は、「外宮先祭」として皇大神宮（内宮）より豊受大神宮（外宮）で先に行うが、式年遷宮に関しては内宮を先とする習わしであるため、内宮の遷御が先に行われる。

## 日時
延暦23年（804年）の『皇太神宮儀式帳』および『止由気宮儀式帳』によると、当時の遷御は旧暦の9月17日に行うことに決まっていた。これは神嘗祭を基準に定められた日程である。すなわち、古代の遷御は「20年に1度の大神嘗祭」としての性格を有していたのであり、遷御のある年は神嘗祭が催行されなかった。
近代以降は、遷御の日時を天皇が定めることになった。天皇が日時を定めることを「御治定」（ごじじょう）と言う。慣例では、内宮の遷御は10月2日、外宮の遷御は10月5日にいずれも午後8時より斎行、と天皇が定めている。第62回式年遷宮では、2013年（平成25年）2月25日に神宮司庁が会見を開き、御治定があったことを大宮司の鷹司尚武が発表した。神嘗祭より少し前に遷御が行われるように日程が定められる。
他の式年遷宮における祭儀で定められる時刻は奉仕員の参進する時刻であるが、遷御の場合は「出御」（しゅつぎょ）の時刻である。したがって、祭主以下の奉仕員はそれよりも早く準備を開始し、遷御を拝観する特別奉拝者は更に早く所定の席に着き、出御を待つ。

## 前祭

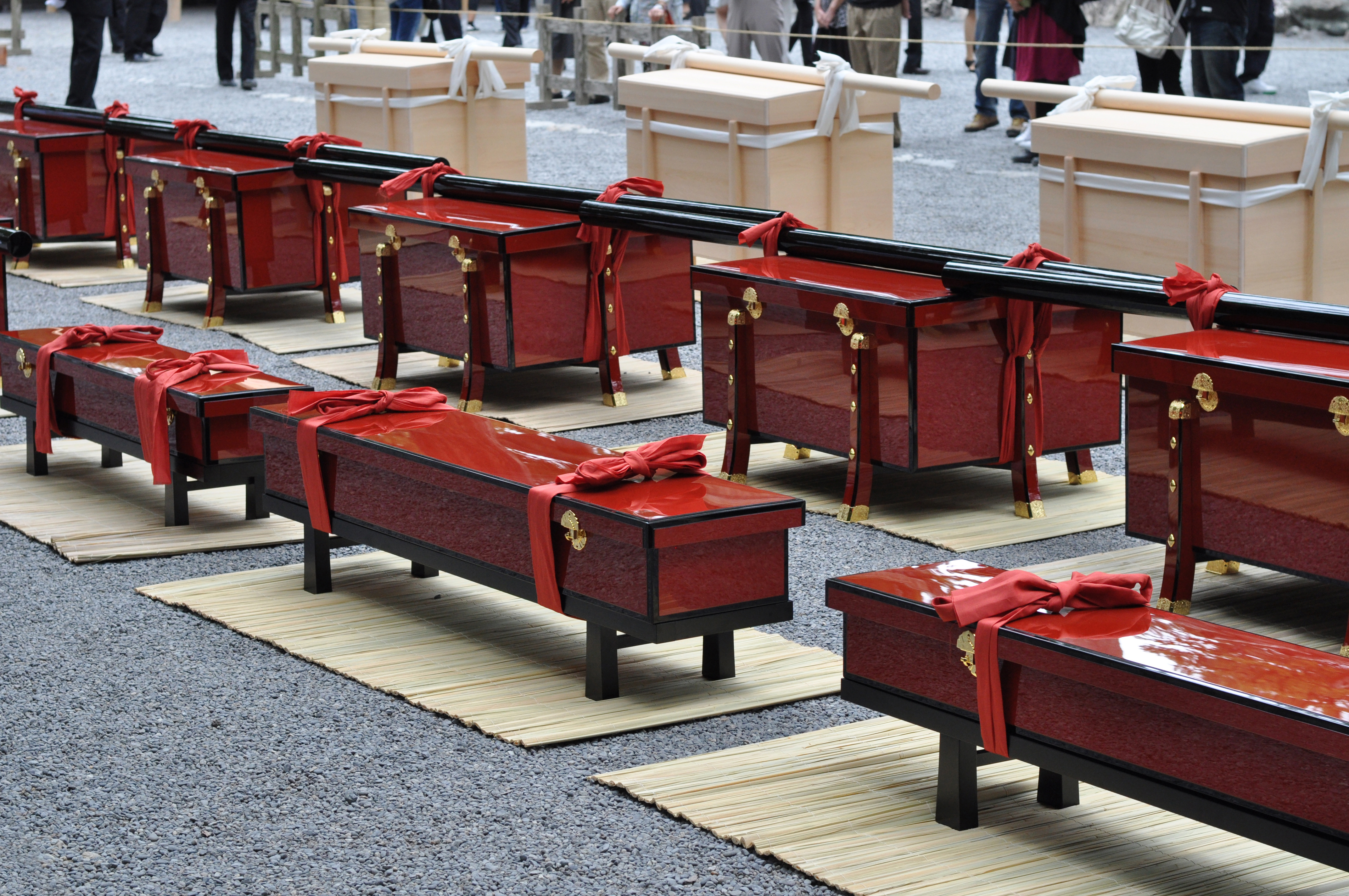
川原大祓で並べられた唐櫃（外宮、2013年）

遷御の儀の前祭には、御装束神宝読合（おんしょうぞくしんぽうとくごう）、川原大祓（かわらおおはらい）、御飾（おかざり）の3つの儀式がある。
御装束神宝読合は、四丈殿で造神宮使から神宮祭主に神宝や装束を引き渡し、送文（おくりぶみ）と照合する儀式である。
川原大祓は、神宝・装束と、祭主以下の遷御奉仕者が祓い清めを行う儀式である。遷御前日の夕方に行う。内宮では滝祭神の南にある祓所、外宮では中の池北岸で祭儀を行う。神宝・装束は唐櫃（からびつ）の中に納めて祭場に並べ、奉仕員一同が揃ったところで祓い清める。
御飾は、遷御当日の正午に行われ、新殿内部の装束を装い、遷御の最終準備を行う儀式である。神楽殿前で行われ、参道から一般人の観覧ができる。

## 本祭（遷御）

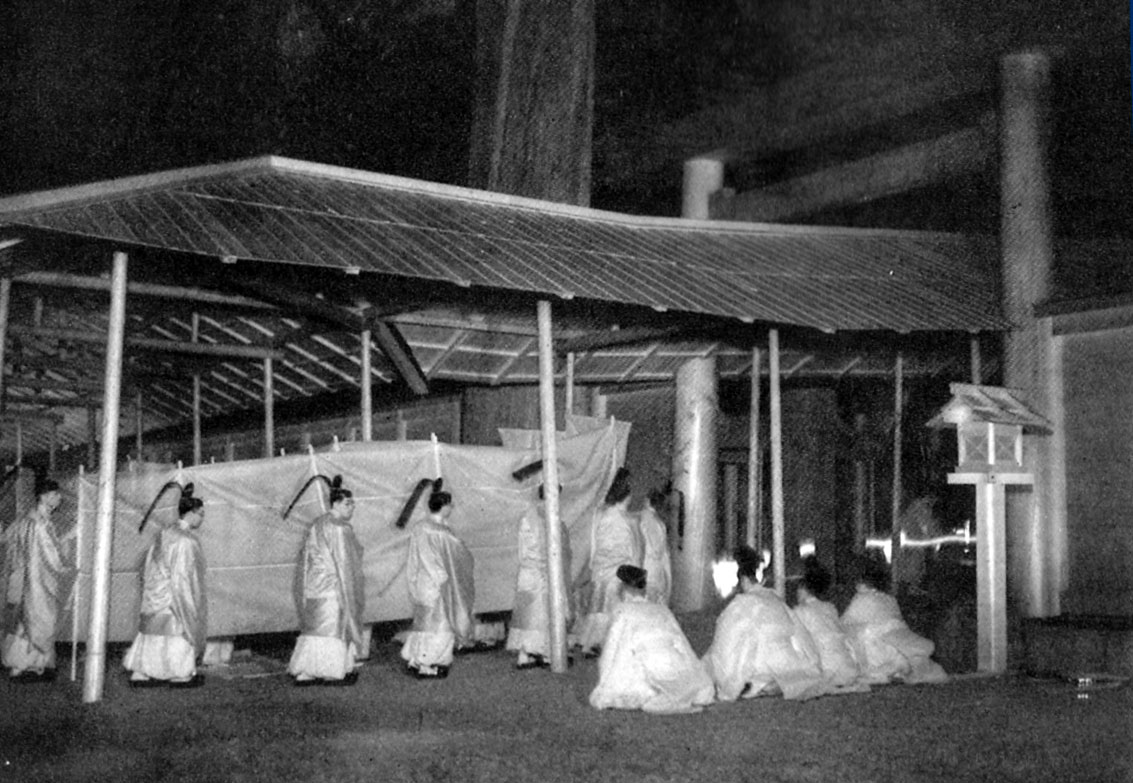
第59回（1953年）外宮遷御の儀

遷御に当たっては、勅使として宮内庁より掌典長が派遣されることが慣例となっている。遷御の奉職者は、通常の祭祀とは異なり、古式に則り束帯に明衣（きよぎぬ）をまとう。勅使は木綿鬘をかけ、3名の勅使随行員は衣冠を着ける。出御の4 - 5時間前より奉仕者は玉石の上で控えている。
午後6時、祭主以下百数十名の奉仕者が正宮へ参進し、勅使が神に新宮へ移ることを願う祭文（さいもん）を奏上する。参進は勅使を先頭に、勅使随行員・祭主・大宮司・少宮司・禰宜・玉串所役の権禰宜・その他の権禰宜・権禰宜以下の奉仕員の順になる。内宮の遷御では、玉串所役の権禰宜以上の奉仕員は大玉串を両手に持つが、外宮の遷御では、禰宜以上が玉串を持つ。祭文奏上中、楽長と楽師は神楽歌を演奏し、禰宜は新宮の御扉を開き、権禰宜は明かりを灯す。
定刻になると宮域の照明を一斉に消し、浄闇を作る。鶏鳴三声（けいめいさんせい）が瑞垣御門で唱えられ、午後8時に勅使が「出御」を宣言し、大宮司・少宮司・禰宜の奉戴する神霊（神体）とその前後の行列が旧正殿から新正殿へ向けてゆっくりと進む。宮掌が唱える鶏鳴三声は天岩戸の故事に倣ったもので、内宮では「カケコー」と唱えられるが、外宮では「カケロー」と唱える。
神体は絹垣（きんがい）と呼ばれる囲いの中に納められ、行障（こうじょう）と呼ばれる白布で正面を覆う。新宮へ向けて進む行列は、「雨儀廊」（うぎろう）と呼ばれる、遷御のために特設された屋根の下を通る。さらに遷御の直前にその下には真菰の葉を編んで作られた葉薦の上に道敷布と呼ばれる白麻が敷かれ、神体が通った後祭主の前で巻き取られ回収される。この間、楽師は神楽歌・和琴（わごん）・篳篥（ひちりき）・笛を奏する。
新殿に神体と神宝類を納めた後、勅使が祭文を読み上げ、大宮司は勅使に遷御の終了を告げる。最後に奉仕員が奉拝し、別宮を遥拝し、遷御を終了する。同時刻の皇居では、神嘉殿前庭にて「庭上下御」（ていじょうげぎょ）と呼ばれる特別な遥拝が行われる。中日新聞の報道によれば、第62回（2013年）の遷御は、内宮が午後8時37分、外宮が午後8時20分頃に終了した。

### 遷御の奉拝
遷御に先立って、当日の午後1時に一般参拝が停止される。内宮は宇治橋（うじばし）を、外宮は火除橋（ひよけばし）を木の柵で封鎖することによって参拝停止とする。以後は参拝停止前に宮域に入った人が域外に出ることのみ可能となる。遷御の奉拝ができない一般の参拝者の中には、閉鎖された柵の前で手を合わせるなどして祈りを捧げる人も見られる。一般人の参拝再開は、遷御翌日の午前5時からである。
遷御の様子は、伊勢神宮にゆかりのある文化人や政財界の要人などの「特別奉拝者」に限って拝観が許される。第62回（2013年）の遷御は、内宮で3,000人、外宮で4,000人の特別奉拝者が拝観した。「特別奉拝者」は特設される桟敷席から遷御を拝観する。特別奉拝者は午後2時頃より宮域に入り、遷御の儀を待つ。

## 後祭

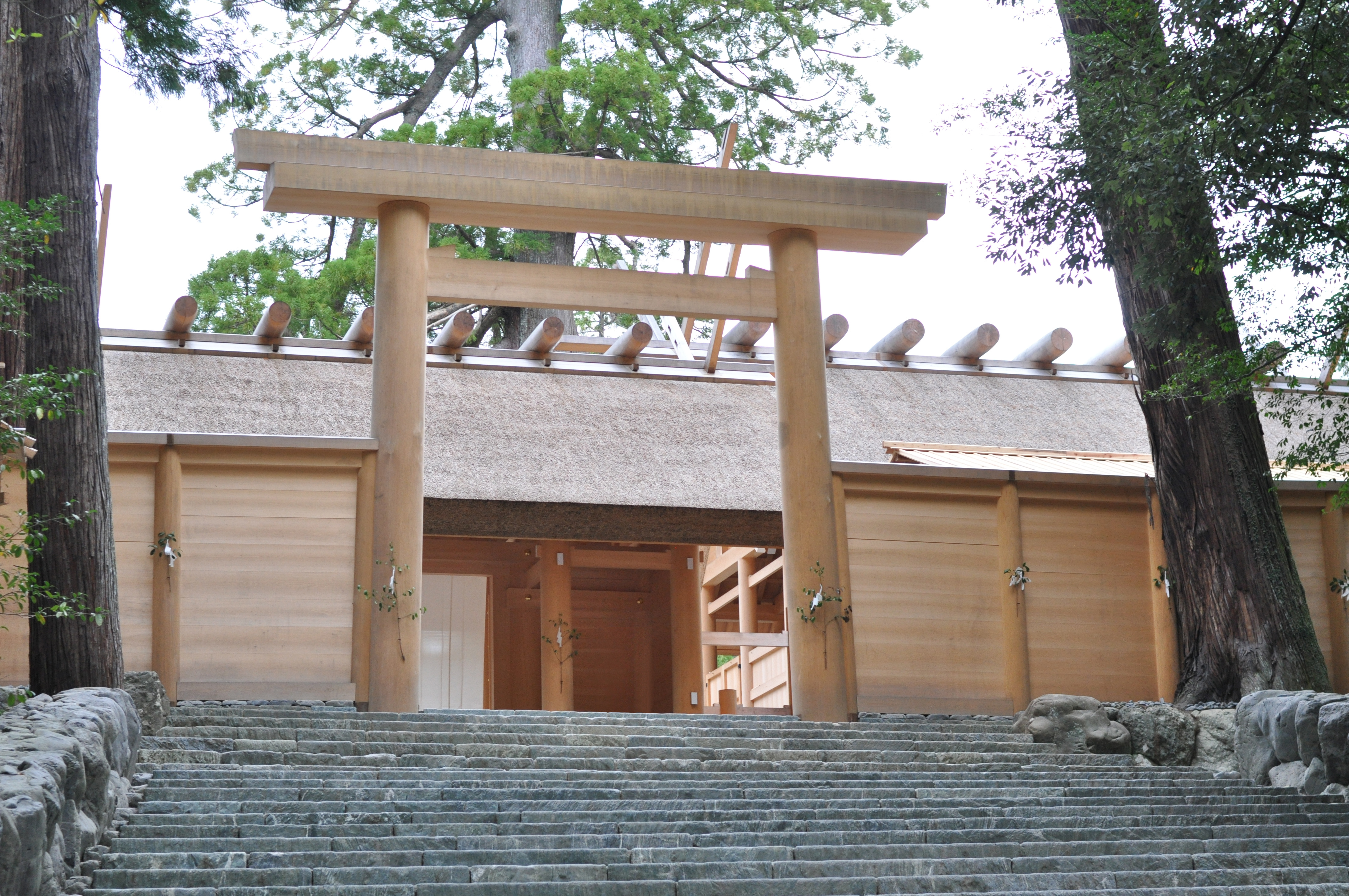
第62回（2013年）遷御の儀を終えた内宮の新正宮

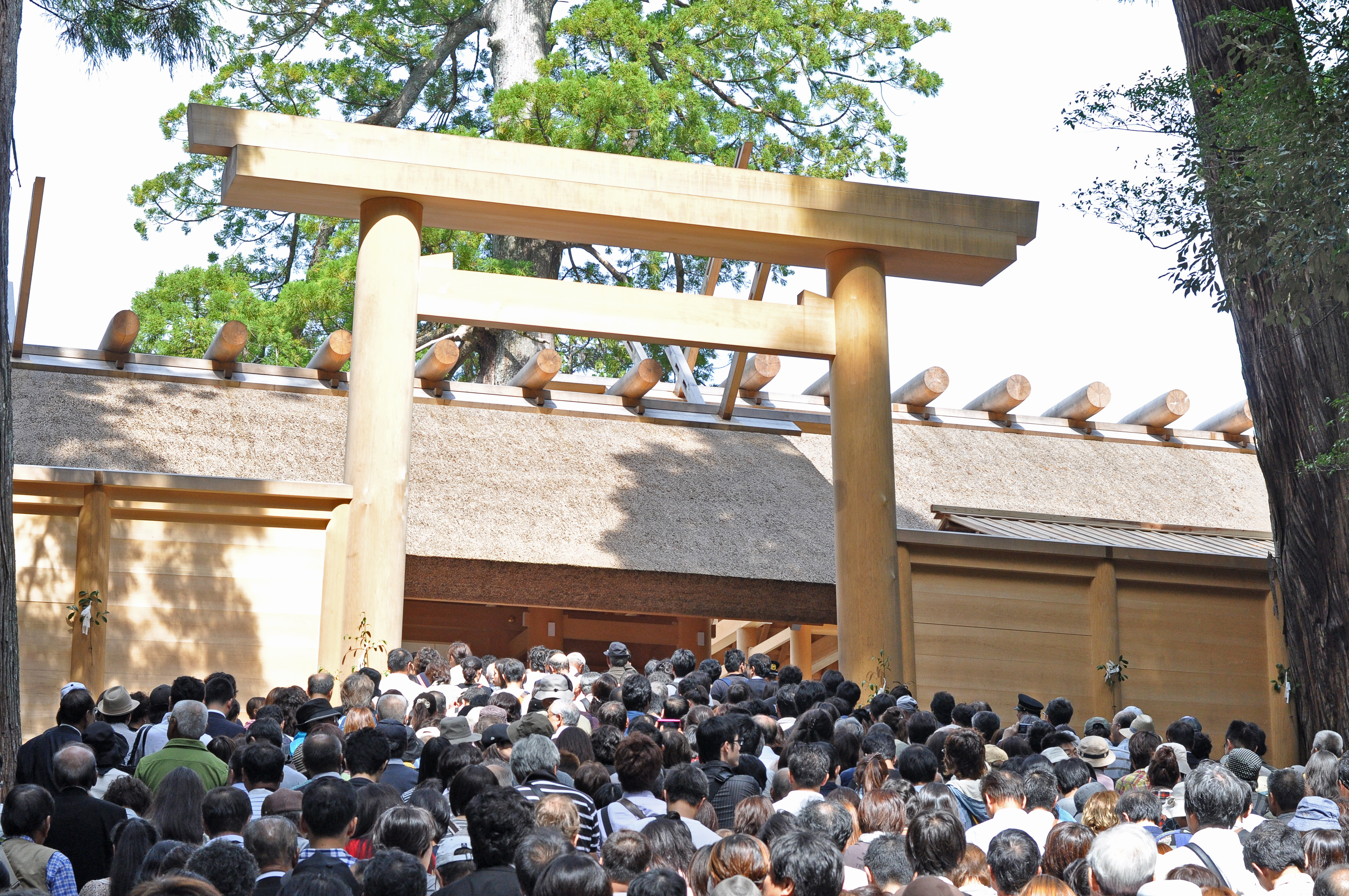
第62回（2013年）遷御の儀翌日、新正宮に詰めかける参拝者

遷御の儀の後祭には、大御饌（おおみけ）、奉幣（ほうへい）、古物渡（こもつわたし）、御神楽御饌（みかぐらみけ）、御神楽（みかぐら）がある。
大御饌は、遷御の翌日に初めて神饌を神前に奉る儀式である。午前6時、祭主以下の奉仕者は忌火屋殿（いみびやでん）前庭でお祓いを受け、御贄調舎（みにえちょうしゃ）へ移り、アワビを調理する。調理したアワビは御饌として唐櫃に納め、禰宜が酒とともに神前に供える。奉幣は、勅使が神前に天皇からの幣帛（へいはく）を奉り、祭文を奏上する。古代、絹が貴重であったため、幣帛と言えば専ら絹織物を指していた。大御饌と奉幣はともに後祭の中でも重要な儀式とされる。
古物渡は、旧正殿に残された神宝類を新正殿へ移す儀式である。
御神楽御饌は、遷御の翌日夜に初めて舞われる神楽を前に神饌を神前に奉る儀式である。御神楽は新宮の四丈殿にて、勅使・祭主以下の参列の下、初めての神楽を宮内庁楽師十二員が奉納する儀式である。ここで無音で演奏されるのは、「秘曲」と呼ばれる特別な者にのみ伝授される曲である。

## 別宮以下の遷御
内宮と外宮の両正宮の遷御の後に、神宮の14別宮が順次遷御を行う。第62回（2013年）の式年遷宮では、内宮第1位の別宮・荒祭宮で10月10日午後8時に、外宮第1位の別宮・多賀宮で10月13日に遷御が執行された。残る12社は2014年（平成26年）10月から2015年（平成27年）3月にかけて遷御が行われる。その日程は以下の通り。
| 年     | 月日     | 神社                   | 備考                                   |
| ------ | -------- | ---------------------- | -------------------------------------- |
| 2014年 | 10月6日  | 月讀宮・月讀荒御魂宮   | 月讀宮は20時、月讀荒御魂宮は22時に執行 |
| 2014年 | 10月10日 | 伊佐奈岐宮・伊佐奈彌宮 |                                        |
| 2014年 | 11月7日  | 瀧原宮・瀧原竝宮       |                                        |
| 2014年 | 11月28日 | 伊雜宮                 |                                        |
| 2014年 | 12月3日  | 風日祈宮               |                                        |
| 2014年 | 12月10日 | 倭姫宮                 |                                        |
| 2015年 | 1月28日  | 土宮                   |                                        |
| 2015年 | 2月28日  | 月夜見宮               |                                        |
| 2015年 | 3月15日  | 風宮                   |                                        |

摂社や末社は20年に1度の式年遷宮の対象にはならないが、建て替え・修繕の際に遷御の儀が行われる。例えば、内宮摂社の宇治山田神社では1933年（昭和8年）の建て替えの後、1959年（昭和34年）に大修繕を行ったので、27年目に遷御を行い、外宮摂社の高河原神社では1938年（昭和13年）に建て替えた後に1957年（昭和32年）に大修繕を行ったので、20年目に遷御を行った。所管社は、興玉神・宮比神・屋乃波比伎神のように20年に1度の式年遷宮に合わせて鎮座地が移動する神社もあれば、社殿のない四至神のように移動しない神社もある。

## メディアによる報道

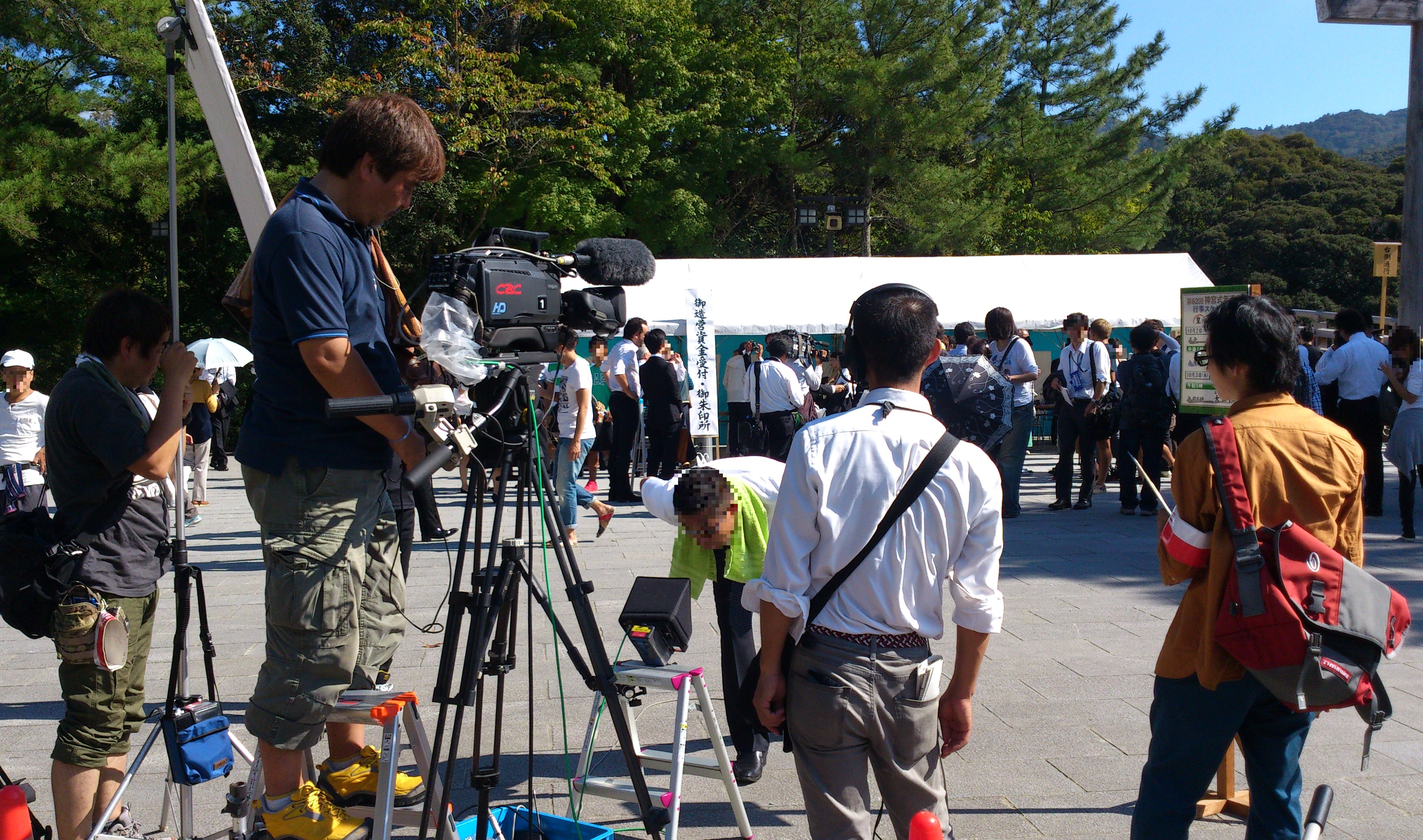
第62回（2013年）内宮遷御を前に宇治橋前で取材するCBCのスタッフら

マスメディアによる報道は、社会情勢や世相を反映するものであるが、朝日新聞では第60回（1973年）・第61回（1993年）・第62回（2013年）の内宮遷御を東京本社版朝刊の1面で報じている。第62回の内宮遷御は、朝日新聞以外の全国紙各紙も1面で報じている。第59回（1953年）は、史上初の遷御の列を撮影しているが、1面では扱っていない。国家神道の下で行われた第58回（1929年）は、1面扱いではないものの、2面のほぼ全面を遷御関連報道で埋めていた。
第62回は、内宮の遷御に合わせて中京広域圏で以下のような特別番組が生放送された。
- 三重テレビ放送『お伊勢さん第10回 中継・内宮「遷御の儀」』10月2日19:30 - [5]
- NHK総合テレビジョン『遷御がつたえる日本の心〜第62回伊勢神宮式年遷宮〜』10月2日22:00 - 22:45[34]
- 東海テレビ放送『東海テレビ開局55周年記念 真夜中のお伊勢さん』10月3日1:08 - [35]